# Šahovska olimpijada 1927.
1. Šahovska olimpijada održana je 1927. u Ujedinjenom Kraljevstvu, u Engleskoj. Grad domaćin bio je London.

## Poredak osvajača odličja
| Mj. | Država   | Bodova | Igrači |
| --- | -------- | ------ | ------ |
| 1.  | Mađarska | 40,0   |        |
| 2.  | Danska   | 38,5   |        |
| 3.  | Engleska | 36,5   |        |

| Pobjednici           |
| -------------------- |
| Mađarska Prvi naslov |